# Chevrolet Brookwood
La Chevrolet Brookwood était un break de la série des Chevrolet full-size produit entre 1958 et 1961 puis de 1969 à 1972 et dérivé de la berline Chevrolet Biscayne.
Proposée exclusivement en quatre-portes dans sa première année de commercialisation, en six ou neuf places, elle devint également disponible en deux portes à partir de 1959 à la suite de l'arrêt de production de la Yeoman. C'est sur la base de cette dernière que fut créée la Chevrolet El Camino la même année. La production continua entre 1962 et 1968, mais Chevrolet décida durant cette période de supprimer les appellations spécifiques aux break.

## Première génération (1958)
Introduit en 1958 comme break à prix moyen de Chevrolet, les Brookwood étaient les équivalents breaks des modèles Chevrolet Biscayne à prix moyen de Chevrolet. Le Brookwood offert pour l'année modèle 1958 était un break à 4 portes, disponible en modèles à six ou neuf places.

### Conception
Pour 1958, les modèles Chevrolet ont été repensés plus longs, plus bas et plus lourds que leurs prédécesseurs de 1957. Le tout premier V8 gros bloc de Chevrolet, de 5 700 cm3, était désormais une option. Le design de Chevrolet pour l'année a mieux résisté que ses autres offres GM, et il manquait la surabondance de chrome trouvée sur les Pontiac, Oldsmobile, Buick et Cadillac. Complétant la conception avant de Chevrolet, une large calandre et des phares quadruples ont aidé à simuler une «Baby Cadillac»; la queue du break a reçu une alcôve en forme d'éventail sur les deux panneaux latéraux, semblable à celle de la berline, mais le break a logé des feux arrière simples au lieu des doubles (triple sur l'Impala) pour accueillir le hayon. Malgré une année de récession, les consommateurs ont fait de Chevrolet la marque n ° 1 de l'automobile (battant Ford, qui détenait le titre en 1957) et la Bel Air était au cœur de la popularité de Chevrolet. Le nom du break Nomad est également réapparu en 1958 lorsque le véhicule s'est incliné en tant que break haut de gamme Chevrolet à quatre portes, sans le style unique des Nomad de 1955-57. Un nouveau tableau de bord a été utilisé. La valeur d'un coefficient de traînée pour les breaks Chevrolet de 1958 est estimée par a-c, est cx = 0,6.

### Comme le break milieu de gamme de Chevrolet
Pour sa première année, les breaks Brookwood à 6 et 9 places de Chevrolet ont remplacé le break à 4 portes Chevrolet 210 Townsman de 1957 et le break à 4 portes Chevrolet 210 Beauville de 9 places en tant que modèle de milieu de gamme entre le plus simple Yeoman de 1958 seulement et le Nomad désormais 4 portes, haut de gamme. Comme le Nomad de 1958, le Brookwood de 1958 était également à 4 portes seulement. L'année suivante, le Brookwood deviendrait le modèle de base et offrirait un modèle 2 portes remplaçant efficacement le Yeoman. Les acheteurs pouvaient commander n'importe quel choix de moteur et de transmission, y compris le V8 348 et les moteurs V8 283 à injection de carburant.

### Sécurité
Comme le reste de la gamme de voitures Chevrolet full-size de 1958, le Brookwood comportait le nouveau cadre cruciforme «Safety-Girder» de Chevrolet. Similaire dans la disposition au cadre adopté pour la Cadillac de 1957, il comportait des rails latéraux en caisson et une traverse avant en caisson qui s'inclinait sous le moteur, ces "cadres en X" ont été utilisés sur d'autres Chevrolet de 1958 à 1964, ainsi que sur les Cadillac. L'arrière était attaché ensemble par une traverse de section de canal. Cette conception a ensuite été critiquée comme offrant moins de protection en cas de collision latérale, mais elle persisterait jusqu'en 1965.

## Deuxième génération (1959-1960)
Pour la deuxième fois en autant d'années, Chevrolet a de nouveau proposé une voiture totalement nouvelle. De l'avant ou de l'arrière, les Chevrolet de 1959 ne ressemblaient à rien d'autre sur la route. Des phares, placés aussi bas que la loi le permet, aux feux arrière à œil de chat, la Chevrolet de 1959 était une toute nouvelle voiture avec une toute nouvelle tôle. Le nouveau changement le plus visuel a été les ailerons plats en forme d'aile. La voiture était construite sur un empattement de 3 023 mm et mesurait 5 359 mm de long, soit 279 mm de plus que le modèle de 1957. Cela fait des Chevrolet les voitures les plus longues de la gamme à bas prix, alors qu'elles étaient les plus courtes deux ans auparavant. De plus, la voiture était plus large de 76 mm à l'extérieur et avait 127 mm de plus de largeur à l'intérieur qu'en 1958, grâce à la réduction de l'épaisseur de la porte. Le cadre GM X n'avait pas de rails latéraux.
Les breaks étaient toujours nommés par eux-mêmes, mais avaient des numéros de série correspondant à la série de berlines. Chevrolet a éliminé ses modèles Yeoman d'entrée de gamme basé sur la Delray et le Brookwood basé sur la Biscayne est devenu le modèle de break le moins cher de Chevrolet. Les Brookwood était maintenant disponible dans les styles de carrosserie à deux ou quatre portes, tous deux en configuration à six places seulement. Les nouveaux breaks Parkwood 6 places et les nouveaux breaks Kingswood 9 places portaient le numéro de série de la Bel Air, et en tant que tels, ils étaient les breaks de milieu de gamme. Une variété d'options de vitesse, telles que l'injection de carburant, des cames spéciales et une compression plus élevée, ont donné des puissances en chevaux jusqu'à 315. Le Nomad était toujours le meilleur break Chevrolet. Un voyant de frein de stationnement était en option. Sous le capot, peu de changements ont eu lieu pour les Chevrolet de '59.

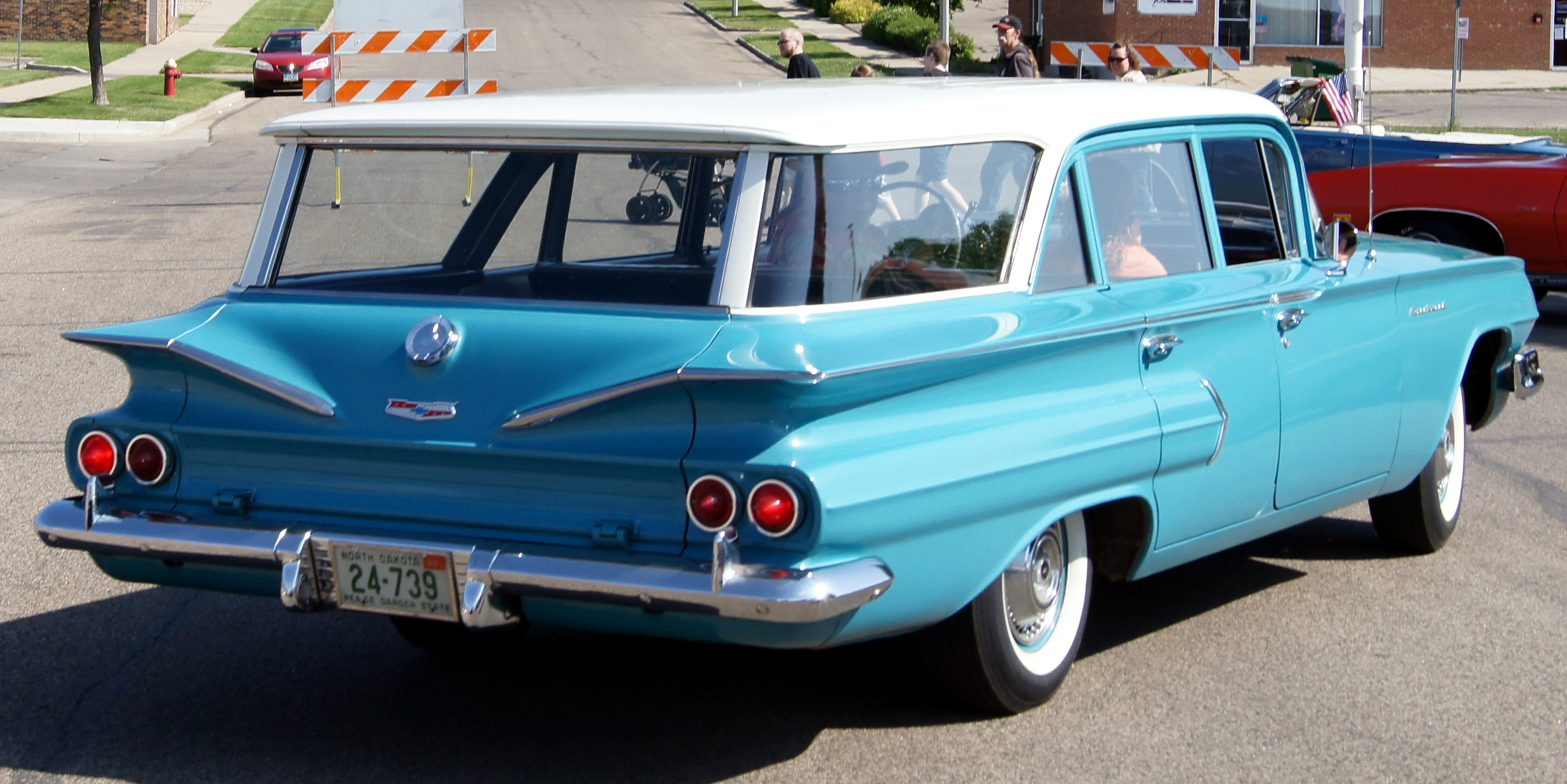
Chevrolet Brookwood de 1960 (arrière)

Peu de modifications ont été apportées pour 1960. Les nouveaux modèles étaient des raffinements du style de 1959 avec une partie avant beaucoup plus sobre, le retour des feux arrière à double cône de 1958 plutôt que les surprenants "yeux de chat" de 1959. Sous le capot, les choses sont restées constantes. L'injection de carburant n'était plus disponible, mais avec le moteur de 5,6 L, une puissance de 340 ch (250 kW) à 5 800 tr/min était désormais atteinte. Cela impliquait l'utilisation de trois carburateurs double, une came spéciale et un taux de compression de 11,25:1, tous vendus comme un ensemble.

### Variante à 2 portes
Comme le Yeoman 2 portes de 1958. Les Brookwood 2 portes de 1959 et 1960 sont préférées par les hotrodders et les collectionneurs par rapport à leurs homologues 4 portes. La variante à deux portes deviendrait la base du nouveau El Camino pour 1959. Contrairement au Brookwood, l'El Camino pouvait être commandé dans des niveaux de finition correspondant à toute la gamme de voitures full-size, y compris la Chevrolet Impala. 1960 marque la fin des breaks full-size 2 portes de Chevrolet et la fin de tous les breaks Chevrolet 2 portes jusqu'au break 2 portes Chevelle 300 de 1964.

### Sécurité
Le Brookwood de 1959 et '60 de Chevrolet (ainsi que le reste de la gamme complète de Chevrolet) comportait toujours le cadre cruciforme "Safety-Girder" de Chevrolet introduit en 1958. Similaire dans la disposition au cadre adopté pour la Cadillac de 1957, il comportait des rails latéraux en caisson et une traverse avant en caisson qui s'inclinait sous le moteur, ces "cadres en X" ont été utilisés sur d'autres Chevrolet de 1958 à 1964, ainsi que sur les Cadillac. L'arrière était attaché ensemble par une traverse de section de canal. Cette conception a ensuite été critiquée comme offrant moins de protection en cas de collision latérale, mais elle persisterait jusqu'en 1965.

## Troisième génération (1961)
Pour 1961, les Chevrolet full-size avaient à nouveau une toute nouvelle carrosserie, pas seulement une nouvelle tôle. Son empattement est resté de 3 023 mm, mais sa longueur a maintenant été légèrement réduite à 5 320 mm. Toutes les options de moteurs de l'année précédente sont restées en vigueur, les moteurs standard étant le Six 235,5 CID de 137 ch (101 kW) ou le V8 283 CID de 172 ch (127 kW). Le V8 coûtait 110 $ de plus que le Six et pesait 2,3 kg de moins. En 1961, le style de carrosserie à deux portes a été abandonné, mais le modèle à neuf places est revenu. GM a abandonné le nom de Chevrolet Brookwood pour 1962, nommant plutôt leurs break d'après les noms de leurs séries: Biscayne, Bel Air et Impala.

### Sécurité
Le Brookwood de 1961 de Chevrolet (ainsi que tous les autres Chevrolet full-size) comportait une version raccourcie du cadre cruciforme "Safety-Girder" de Chevrolet introduit en 1958. Similaire dans la disposition au cadre adopté pour la Cadillac de 1957, il comportait des rails latéraux en caisson et une traverse avant en caisson qui s'inclinait sous le moteur, ces "cadres en X" ont été utilisés sur d'autres Chevrolet de 1958 à 1964, ainsi que sur les Cadillac. L'arrière était attaché ensemble par une traverse de section de canal. Cette conception a ensuite été critiquée comme offrant moins de protection en cas de collision latérale, mais elle persisterait jusqu'en 1965.

### Arrêt et remplacement
GM a abandonné la plaque signalétique du break Chevrolet Brookwood (ainsi que les noms des breaks Parkwood et Nomad) pour 1962, nommant à la place leurs break selon le nom de leur série: Biscayne (remplaçant directement le Brookwood), Bel Air et Impala. Les breaks Biscayne, Bel Air et Impala de 1962 à 64 étaient très similaires aux modèles breaks Chevrolet de 1961.

## Quatrième génération (1969-1972)
En 1969, chaque break Chevrolet a retrouvé son nom de modèle unique. Le Brookwood, de nouveau apparenté au Biscayne, a été assigné au modèle le moins cher, suivi des modèles Townsman, Kingswood et Kingswood Estate. Les modèles Brookwood peuvent être commandés avec des moteurs six cylindres ou V8.
Le modèle 1970 des voitures familiales full-size de Chevrolet était presque identique aux modèles de 1969, les plus grands changements étant l'élimination de la disponibilité des six cylindres et la refonte du carénage avant, ce qui a supprimé l'assemblage pare-chocs / calandre en boucle de l'année précédente en faveur d'un pare-chocs avant et d'une calandre plus traditionnels.
En 1971, GM a redessiné ses modèles Chevrolet full-size et tous ont reçu le nouveau hayon à clapet de GM, commercialisé sous le nom de hayon Glide-away - également appelé hayon «disparaissant» car lorsqu'il était ouvert, le hayon était complètement hors de vue. Sur la conception à clapet, la vitre arrière à commande électrique se glissée dans le toit et le hayon inférieur (avec commande manuelle ou électrique en option), complètement abaissé sous le plancher de chargement. Le hayon inférieur manuel était contrebalancé par une tige de torsion similaire aux barres de torsion utilisées pour maintenir un couvercle de coffre ouvert, nécessitant une poussée de 156 N pour abaisser complètement la porte. Élever la porte manuelle a nécessité une traction de 22 N via une poignée intégrée au bord supérieur de la porte rétractable. Le fonctionnement électrique du verre supérieur et du hayon inférieur est devenu un équipement standard dans les années modèle ultérieures. Les breaks comportaient une troisième rangée de sièges orientés vers l'avant en option accessible par les portes latérales arrière et un siège de deuxième rangée rabattable - et pouvaient accueillir une feuille de contreplaqué avec les sièges arrière rabattus. La conception à clapet ne nécessitait aucune empreinte ou zone opérationnelle accrue pour s'ouvrir, permettant à un utilisateur l'ouverture de la cargaison sans entraver le coffre - par exemple, dans un garage fermé.
À mi-chemin de l'année modèle 1971, tous les break full-size, y compris les Brookwood, ont reçu la transmission automatique Turbo-Hydramatic en option de série. Malgré les racines économiques et le positionnement d'entrée de gamme de la série, pratiquement tous les Brookwood précédents ont été construits et vendus avec une transmission automatique.
Les Brookwood ont reçu le style de pare-chocs avant de Chevrolet en 1972 et pouvait être commandé avec un certain nombre d'options, des enjoliveurs complets au toit en vinyle. Pour 1972, GM a inscrit la berline Chevrolet à quatre portes et la Brookwood dans la gamme Biscayne de cette année.

### Fin de production
Pour 1973, GM a éliminé le nom Chevrolet Brookwood aux États-Unis, les plaques signalétiques Bel Air, Impala et Caprice (ce dernier étant appelé Caprice Estate) continuant, remplacent respectivement les noms précédents Townsman, Kingswood et Kingswood Estate.
Au Canada, la plaque signalétique Brookwood avait disparu, remplacée par le nom Biscayne, le break et son compagnon de berline se poursuivant tout au long de l'année modèle 1975. Les modifications annuelles du break Biscayne étaient identiques à celles de son frère plus cher. Par exemple, les modèles de 1975 ont vu le tableau de bord intérieur, le contrôle du climat et les graphiques de la radio révisés, les essuie-glaces intermittents et un nouvel ensemble de jauge économiseur offert en option.
De 1969 à 1972, la voiture a été construite à l'Oshawa Car Assembly en Ontario.